# Thomas Matthew Crooks
Thomas Matthew Crooks (20 tháng 9 năm 2003 – 13 tháng 7 năm 2024) là người đã ám sát thất bại Donald Trump, tổng thống thứ 45 của Hoa Kỳ và là ứng cử viên được cho là của Đảng Cộng hòa cho cuộc bầu cử tổng thống năm 2024.
Crooks sinh tại Bethel Park, Pennsylvania trong một gia đình trung lưu. Anh ta tốt nghiệp Trường Trung học Bethel Park, ở đây anh được nhiều người mô tả là thông minh nhưng ít nói. Anh đã nhận bằng từ Trường Cao đẳng Cộng đồng Quận Allegheny hai tháng trước vụ xả súng và được tuyển dụng làm nhân viên bếp tại một viện dưỡng lão địa phương vào thời điểm xảy ra vụ xả súng.
Crooks là Đảng viên Đảng Cộng hòa có đăng ký, mặc dù đã có lần quyên góp cho một ủy ban hành động chính trị liên kết với Đảng Dân chủ.
Vào ngày 13 tháng 7 năm 2024, Crooks đã cố gắng ám sát Donald Trump tại một cuộc mít-tinh chính trị ở Butler, Pennsylvania. Anh ta đã làm Trump cùng hai người tham gia bị thương và giết chết một người khác. Sau đó, anh ta đã bị Đội Mật vụ phản công bắn chết.

## Thời niên thiếu và giáo dục
Thomas Matthew Crooks sinh ngày 20 tháng 9 năm 2003, tại Bethel Park, Pennsylvania. Khu phố anh sống được mô tả là "trung lưu, có thể là thượng trung lưu". Cả cha và mẹ anh ta đều làm công tác xã hội và có giấy phép hành nghề.
Crooks theo học tại Trường Trung học Bethel Park. Ở trường, anh là một học sinh trên trung bình và tốt nghiệp vào năm 2022. Các bạn cùng lớp và nhân viên nhà trường mô tả anh là người ít nói; trong đó, các bạn cùng lớp cho rằng anh thường bị bắt nạt, vì thái độ ít nói, hoặc mặc trang phục săn bắn ngụy trang và mặt nạ đến trường.  Một bạn học cũ mô tả anh là "vô cùng thông minh". Anh đã nhận được "giải thưởng ngôi sao" trị giá 500$ năm 2022 từ Sáng kiến Toán học và Khoa học Quốc gia. Anh ta xuất hiện trong một quảng cáo năm 2023 cho BlackRock, một công ty đầu tư. Đoạn quảng cáo được quay ở trường của anh.
Crooks nhận bằng về khoa học kỹ thuật từ Trường Cao đẳng Cộng đồng Quận Allegheny hai tháng trước vụ xả súng. Crooks được tuyển dụng làm nhân viên bếp tại một viện dưỡng lão địa phương vào thời điểm xảy ra vụ xả súng. Anh ta không có tiền án nào được biết đến. Lầu Năm Góc cho biết anh ta chưa từng phục vụ trong quân đội.

## Mưu toan ám sát Donald Trump
Vào ngày 14 tháng 7, FBI đã xác định Crooks là kẻ nổ súng đứng sau vụ ám sát thất bại Donald Trump. Anh ta bắn vào phần tai trên bên phải của Trump tại một cuộc vận động tranh cử gần Butler, Pennsylvania. Crooks cũng bắn ba người đàn ông trưởng thành tham gia cuộc mít-tinh, khiến Corey Comperatore, 50 tuổi, tử vong và hai người bị thương nặng. Khẩu súng trường mà Crooks sử dụng được cha anh ta mua hợp pháp, theo nguồn tin từ cơ quan thực thi pháp luật.
Anh ta bị một lính bắn tỉa thuộc Đội Mật vụ Phản công Hoa Kỳ bắn chết. Những bức ảnh chụp thi thể của Crooks cho thấy anh ta mặc một chiếc áo có vẻ là sản phẩm của Demolition Ranch, một kênh YouTube phổ biến vũ khí và văn hóa súng. Vật liệu chế tạo bom được tìm thấy bên trong xe và tại nhà của anh ta.
Tính đến  tháng 8 năm 2024, một cuộc điều tra của FBI đang được tiến hành. Động cơ của Crooks vẫn chưa được biết.
Bằng chứng của FBI từ vụ ám sát
- FBI tìm thấy thiết bị nổ tự tạo trong cốp xe của Crooks
- Súng trường và ba lô Crooks sử dụng trong vụ ám sát
- Súng trường Crooks sử dụng trong vụ ám sát

## Hoạt động chính trị
Crooks là Đảng viên Đảng Cộng hòa có đăng ký, và việc đăng ký cử tri của anh ta có hiệu lực từ tháng 9 năm 2021, tháng anh ta tròn 18 tuổi. Một người bạn học cũ của Crooks mô tả anh là "hơi thiên về cánh hữu". Các quan chức cho biết anh ta chỉ bỏ phiếu trong cuộc bầu cử giữa nhiệm kỳ năm 2022.
Vào ngày 20 tháng 1 năm 2021, ở tuổi 17, anh ta quyên góp 15$ cho Progressive Turnout Project, một nhóm vận động cử tri tham gia, thông qua ActBlue, một nền tảng quyên góp của Đảng Dân chủ. Khoản quyên góp của anh ta được thực hiện vào cùng ngày Joe Biden tuyên thệ nhậm chức. Theo Progressive Turnout Project, anh ta quyên góp để phản hồi một email về việc "hòa điệu" vào lễ nhậm chức và bị hủy đăng ký khỏi danh sách gửi thư của nhóm vào năm 2022.